# Забуже (Мазовецьке воєводство)
Забуже (пол. Zabuże) — село в Польщі, у гміні Сарнаки Лосицького повіту Мазовецького воєводства. Населення — 135 осіб (2011).

## Історія
За даними етнографічної експедиції 1869—1870 років під керівництвом Павла Чубинського, у селі переважно проживали греко-католики, які розмовляли українською мовою.
У 1975—1998 роках село належало до Білопідляського воєводства.

## Демографія
Демографічна структура станом на 31 березня 2011 року:
|          | Загалом | Допрацездатний вік | Працездатний вік | Постпрацездатний вік |
| -------- | ------- | ------------------ | ---------------- | -------------------- |
| Чоловіки | 67      | 14                 | 42               | 11                   |
| Жінки    | 68      | 19                 | 30               | 19                   |
| Разом    | 135     | 33                 | 72               | 30                   |